# Episodi di Iron Man (serie animata 1994) (prima stagione)
La prima stagione di Iron Man è andata in onda negli Stati Uniti nel 1994 ed è composta da 13 episodi.
| Nº | Titolo                              | Titolo originale                           | Prima TV Stati Uniti |
| -- | ----------------------------------- | ------------------------------------------ | -------------------- |
| 1  | Minaccia sottomarina                | And the Sea Shall Give Up Its Dead         | 24 settembre 1994    |
| 2  | Il robot alieno                     | Rejoice! I Am Ultimo Thy Deliverer         | 1º ottobre 1994      |
| 3  | Sabotaggio satellitare              | Data In, Chaos Out                         | 8 ottobre 1994       |
| 4  | Potenza della musica                | Silence My Companion, Death My Destination | 15 ottobre 1994      |
| 5  | Prototipo indistruttibile           | The Grim Reaper Wears a Teflon Coat        | 22 ottobre 1994      |
| 6  | Una modella coraggiosa              | Enemy Without, Enemy Within                | 29 ottobre 1994      |
| 7  | La nascita del Mandarino            | The Origin of the Mandarin                 | 5 novembre 1994      |
| 8  | Il sospetto                         | The Defection of Hawkeye                   | 12 novembre 1994     |
| 9  | Il secondo Iron Man                 | Iron Man to the Second Power - Part 1      | 19 novembre 1994     |
| 10 | Il secondo Iron Man - Seconda parte | Iron Man to the Second Power - Part 2      | 26 novembre 1994     |
| 11 | Ricordi d'infanzia                  | The Origin of Iron Man - Part 1            | 3 dicembre 1994      |
| 12 | Ricordi d'infanzia - Seconda parte  | The Origin of Iron Man - Part 2            | 10 dicembre 1994     |
| 13 | L'identità segreta                  | The Wedding of Iron Man                    | 17 dicembre 1994     |

## Minaccia sottomarina
- Titolo originale: And the Sea Shall Give Up Its Dead
- Prima TV Stati Uniti: 24 settembre 1994

Un sottomarino russo chiamato Prometeo viene attaccato da Hypnotia, servitrice del Mandarino, un potente supercriminale, e gli uomini all'interno del mezzo vengono apparentemente uccisi. Successivamente altri due suoi uomini, Dreadknight e Turbine, rubano un circuito integrato a Tony Stark, famoso miliardario che, segretamente, veste i panni del supereroe Iron Man. Un anno più tardi Iron Man indaga sul Prometeo, che si trova ancora sott'acqua, venendo tuttavia attaccato dal drago Fin Fang Foom, alleato del Mandarino. A quel punto gli uomini nel sottomarino vengono risvegliati come mostri al servizio del Mandarino, ma vengono fermati da Iron Man e fatti poi tornare normali da Century, potente mago alleato di Tony Stark. Iron Man deve poi affrontare il potente robot Titanium Man, ma riesce a spedirlo nello spazio grazie all'aiuto del suo alleato War Machine.

## Il robot alieno
- Titolo originale: Rejoice! I Am Ultimo Thy Deliverer
- Prima TV Stati Uniti: 1º ottobre 1994

Il Mandarino riesce a risvegliare un potentissimo robot alieno distruttivo di nome Ultimo e, perché ubbidisca ai suoi ordini, gli impianta sul collo un particolare dispositivo. Lo mette così contro Iron Man e i suoi aiutanti che tuttavia riescono a sconfiggerlo dopo che Occhio di Falco (l'arciere del gruppo) lo colpisce con una potente freccia.

## Sabotaggio satellitare
- Titolo originale: Data In, Chaos Out
- Prima TV Stati Uniti: 8 ottobre 1994

MODOK, aiutante del Mandarino, riesce a comandare la mente di James "Jim" Rhodes (alias War Machine), inserendogli in testa una piccola forma di vita di nome ELF. Così facendo Jim dichiara che Tony Stark sia stato autore di alcune truffe di cui era sospettato, finendo nei guai. Iron Man riesce poi ad arrivare in una base spaziale dove si trova il Mandarino, venendo seguito dai suoi aiutanti. War Machine si mette tuttavia contro Iron Man, che riesce però a far uscire ELF, facendo tornare normale Jim. La base spaziale viene poi fatta esplodere.

## Potenza della musica
- Titolo originale: Silence My Companion, Death My Destination
- Prima TV Stati Uniti: 15 ottobre 1994

Julia Carpenter, alias la Donna Ragno, vorrebbe che sua figlia Rachel ascoltasse della musica di Van Cliburn, e le dà così un suo disco. Rachel tuttavia finisce in una trappola del Mandarino e Justin Hammer, miliardario alleato del suddetto, dice a Tony Stark di volerla tenere in ostaggio finché non gli venissero consegnati i progetti di un carro armato di Stark. Tony, nei panni di Iron Man, riesce a trovare Rachel, ma i due rimangono imprigionati dato che l'armatura del supereroe si scarica. L'armatura viene perciò ricaricata grazie alla potenza musicale del disco di Van Cliburn, e così i due riescono a fuggire.

## Prototipo indistruttibile
- Titolo originale: The Grim Reaper Wears a Teflon Coat
- Prima TV Stati Uniti: 22 ottobre 1994

Gli uomini del Mandarino riescono a rubare il prototipo di un aereo da combattimento delle industrie Stark, nonostante il suddetto risultasse presente fino a un attimo prima di essere misteriosamente scomparso. Tony non si dà pace e passa moltissimo tempo per capire come ciò sia accaduto, trascurando le sue già precarie condizioni fisiche. Tony si rende tuttavia poi conto che ci sono riusciti indossando delle tute che li hanno posizionati in una diversa linea temporale, e così, nei panni di Iron Man, li attacca e riesce a recuperare il prototipo, che viene consegnato ad alcuni militari. Poi Tony capisce che però i militari erano in realtà uomini del Mandarino travestiti, e così parte a recuperarlo, per poi farlo finire in mare così che diventi innocuo.

## Una modella coraggiosa
- Titolo originale: Enemy Without, Enemy Within
- Prima TV Stati Uniti: 29 ottobre 1994

Jim e Wanda, alias Scarlet, si stanno dirigendo in Sardegna per sperimentare un nuovo mezzo acquatico prodotto dalle industrie Stark. Gli uomini del Mandarino si posizionano sulla spiaggia nella quale devono arrivare per rubare il mezzo, e immobilizzano o tengono prigioniere le persone che erano lì. Dopo aver riconosciuto tra queste la modella Alana Ulanova, MODOK va da Iron Man rivelandogli il piano del Mandarino, dicendo di volere che, in cambio, salvi la vita delle persone presenti sulla spiaggia. Spiega poi che in realtà Alana è sua moglie, che ha dovuto abbandonare dopo essere stato trasformato in un essere brutto e mostruoso per via di alcuni esperimenti scientifici attuati da un uomo conosciuto come Fantasma Rosso. Iron Man, nonostante la rivalità, decide di dargli ascolto, e così riesce a sconfiggere il Mandarino e a salvare Alana e le altre persone.

## La nascita del Mandarino
- Titolo originale: The Origin of the Mandarin
- Prima TV Stati Uniti: 5 novembre 1994

Iron Man riesce a entrare in possesso di una scatola nera del Mandarino all'interno della quale c'è un diario elettronico. La Donna Ragno, Scarlet e Century lo guardano, e nel suddetto è raccontato come il Mandarino, un tempo chiamato Arno Brock, abbia acquisito i suoi poteri dopo essere entrato in contatto con alcuni cristalli alieni. Ciò era però una trappola, dato che la Donna Ragno, Scarlet e Century sono in realtà stati ipnotizzati a distanza, facendo sì che lascino entrare il Mandarino nella sala delle armature di Iron Man, dove si fa costruire un'armatura su misura, così da essere più potente. Nonostante ciò Iron Man riesce ugualmente a sconfiggerlo.

## Il sospetto
- Titolo originale: The Defection of Hawkeye
- Prima TV Stati Uniti: 12 novembre 1994

Durante un attacco del Mandarino Occhio di Falco non si presenta, mettendo Iron Man e la sua squadra di supereroi in seria difficoltà. Occhio di Falco tuttavia non vuole dare spiegazioni al riguardo, ritenendo che si tratti di questioni private. Successivamente Hypnotia lo ipnotizza, costringendolo a comparire in alcune fotografie, successivamente divulgate, nelle quali sembra fare affari con Justin Hammer. Iron Man e il suo gruppo tuttavia scoprono la verità, riuscendo così a sconfiggere il Mandarino durante un suo attacco, nonostante il suddetto volesse distrarre i supereroi visto l'accaduto. Successivamente Occhio di Falco rivela di non essere stato presente in precedenza poiché era andato da suo nonno, che aveva dei problemi di salute.

## Il secondo Iron Man
- Titolo originale: Iron Man to the Second Power - Part 1
- Prima TV Stati Uniti: 19 novembre 1994

MODOK riesce a creare un robot in tutto e per tutto somigliante a Iron Man e il Mandarino lo manda a "rubare" dalle industrie di Hammer (che è in realtà d'accordo col Mandarino) gli unici campioni rimasti di vaccino contro la febbre delle acque nere, anche se alla cosa non viene data molta importanza essendo la malattia sparita dalla circolazione. Successivamente il falso Iron Man manda al mondo un messaggio nel quale ordina di consegnargli cento milioni di dollari entro mezzanotte, altrimenti avrebbe rimesso in circolazione la febbre delle acque nere. Questo mette in cattiva luce Iron Man, anche perché il vero Tony Stark non si fa vedere da parecchio tempo.

## Il secondo Iron Man - Seconda parte
- Titolo originale: Iron Man to the Second Power - Part 2
- Prima TV Stati Uniti: 26 novembre 1994

La Donna Ragno e Scarlet trovano il vero Iron Man negli abissi dell'oceano, intento in una missione subacquea. Nel frattempo i milioni stanno per essere consegnati al falso Iron Man, ma in realtà il Mandarino non ha intenzione di rispettare l'accordo e diffondere in ogni caso la malattia: lui infatti non vuole i soldi, ma soltanto avere il mondo in pugno. A quel punto però appare il vero Iron Man, che sfida il falso e, dato che questo è stato programmato per comportarsi come Iron Man, rimane confuso quando quello vero adotta modalità di combattimento diverse dal solito. Così il vero Iron Man riesce a sconfiggere il falso.

## Ricordi d'infanzia
- Titolo originale: The Origin of Iron Man - Part 1
- Prima TV Stati Uniti: 3 dicembre 1994

Mentre Iron Man è in missione tra i monti ghiacciati, viene attaccato da Fin Fang Foom, sotto ordine del Mandarino. Poiché MODOK è riuscito a far credere alla squadra di Iron Man, al momento altrove, che il supereroe non sia contattabile per un guasto, i suddetti non accorrono quando il drago lo attacca, ferendolo gravemente. Iron Man riesce a nascondersi all'interno di una montagna attivando la riparazione dell'armatura, che sarà pronta però solo dopo diverse ore. Mentre è lì dentro, Tony utilizza un modulo di memoria per rivedere i suoi ricordi passati. Rivede perciò di quando suo padre è morto a seguito di un incidente alle industrie Stark, il cui colpevole era in realtà Justin Hammer, che successivamente ha attaccato anche Tony, facendogli penetrare una scheggia sulla colonna vertebrale, e l'ha successivamente condotto dal Mandarino, che gli ha ordinato di costruire un'armatura che lo renda invincibile.
Nota: il titolo italiano risulta essere sbagliato in quanto, nei ricordi di Tony, lui non viene mai visto durante la sua infanzia.

## Ricordi d'infanzia - Seconda parte
- Titolo originale: The Origin of Iron Man - Part 2
- Prima TV Stati Uniti: 10 dicembre 1994

Tony completa l'armatura assieme al fisico Wellington Yinsen, anche lui rapito dal Mandarino. Quando però la suddetta viene completata, Tony la indossa e fugge con un fantoccio con le sue sembianze (così che i nemici non capiscano che si tratti della stessa persona), mentre Yinsen viene colpito da una pistola, scomparendo. A seguito del ricordo di Tony, la sua squadra di supereroi lo raggiunge dopo aver scoperto l'inganno. Il gruppo sconfigge gli uomini del Mandarino, mentre Fin Fang Foom se ne va via.
Nota: il titolo italiano presenta lo stesso errore di quello precedente.

## L'identità segreta
- Titolo originale: The Wedding of Iron Man
- Prima TV Stati Uniti: 17 dicembre 1994

Il Mandarino si rende conto che Iron Man e Tony Stark sono in realtà la stessa persona, e perciò ha intenzione di uccidere Stark quando è in borghese. Tony tuttavia se ne rende conto e attua un piano per risolvere il problema: annuncia il suo matrimonio con Julia Carpenter, ma il Tony che si presenta alle nozze è, segretamente, un robot. Il Mandarino attacca Julia e il robot e, vedendo arrivare Iron Man al loro soccorso, si convince del fatto che il supereroe e Tony siano in realtà due persone diverse, e così se ne va.